# Semiothisa demaculata
Semiothisa demaculata là một loài bướm đêm trong họ Geometridae.